# خورشیدگرفتگی ۷ مارس ۱۹۷۰
خورشیدگرفتگی ۷ مارس ۱۹۷۰ (به انگلیسی: Solar eclipse of March 7, 1970) یک خورشیدگرفتگی از نوع خورشیدگرفتگی کامل است. این خورشیدگرفتگی در تاریخ ۷ مارس ۱۹۷۰ میلادی (‎۱۶ اسفند ۱۳۴۸ خورشیدی) روی داد که زمان اوج آن، ساعت ۱۷:۳۸:۳۰ به‌وقت ساعت هماهنگ جهانی بوده‌است. مدت زمان و طول این خورشیدگرفتگی ۳ دقیقه و ۲۸ ثانیه بود.

۳ دقیقه در هر فریم